# Die Frau des Botschafters
Die Frau des Botschafters ist ein deutsches Gesellschafts- und Spionagemelodram von Hans Deppe aus dem Jahre 1955. Die Titelrollen spielen Antje Weisgerber und Hans Stüwe, weitere Hauptrollen wurden von Paul Hubschmid und Ingrid Andree übernommen.

## Handlung
Die Frau des Botschafters ist Sybille Costa, die heute ein Übersetzungsbüro in Amsterdam leitet und einst als Dolmetscherin auch ihrem zukünftigen Ehemann zu Diensten war. Obwohl sie einst intimen Kontakt zu einem als Spion enttarnten Mann namens John de la Croix pflegte, ist der Botschafter Christian Lundvall bereit, Sybille zu heiraten. Der Skandinavier wird demnächst nach Lissabon versetzt und möchte dort mit Sybille ein neues Diplomatenleben beginnen. Lundvall ist von Sybilles Offenheit bezüglich ihrer Vergangenheit beeindruckt und sieht in dem längst beendeten Kontakt zu jenem feindlichen Agenten keinen Hinderungsgrund für eine glückliche Ehe. Während der skandinavische Diplomat nach Portugal abreist und die dortige diplomatische Vertretung bezieht, möchte Sybille die Tochter des Botschafters, die 18-jährige Andrea Lundvall, näher kennen lernen, um sich ihr als Zukünftige ihres Vaters vorzustellen.
Die junge Frau ist ein fröhliches, lebenslustiges Mädchen, die sich in ihrer Naivität ausgerechnet in einen Mann verliebt und seine Freundin wird, der mit seinem Doppelspiel bereits Sybille ins Unglück gezogen hatte. Es ist jener verschlagene Spion John de la Croix, der wieder einmal zielgerichtet eine bestimmte Frau umgarnt, um über sie an wichtige Staatsdokumente zu gelangen. Sein Auftraggeber wird zwar namentlich nicht genannt, es handelt sich aber offensichtlich um eine kommunistische Diktatur jenseits des Eisernen Vorhangs. Dessen Repräsentant, der Botschafter und Legationsrat Mattusch, gibt de la Croix den Auftrag, geheime Dokumente aus dem Safe des Botschafters zu entwenden und zu kopieren. Doch diesmal kommen Johns Gefühle dazwischen, denn er verliebt sich ernsthaft in die quirlig-liebe Andrea und hat nunmehr Skrupel, seinen Auftrag durchzuführen. Prompt kommt es auf einem Diplomatenball zu einer unverhofften Begegnung zwischen Sybille und John – ein Skandal droht!
Zwischen den beiden Ex-Geliebten kommt es zu einer handfesten Auseinandersetzung, bei der John auf Sybilles Vorwürfe hin versichert, es bei Andrea diesmal ernst zu meinen und er geläutert sei. Botschafter Mattusch bekommt Wind von de la Croixs Wankelmut, und da er befürchten muss, dass ihm de la Croix abtrünnig zu werden droht, setzt er daraufhin diesen massiv unter Druck. Die Situation spitzt sich zu, als de la Croix, von Mattusch stark bedrängt, sich zwischen Andrea und seinen Job zu entscheiden hat. Es kommt zu einem Handgemenge mit Sybille, bei dem die Frau des Botschafters auf ihn schießt. Schwer verletzt sinkt der Spion zusammen, findet aber noch die Kraft, der eintreffenden Polizei zu versichern, dass er sich selbst gerichtet habe. Als Botschafter Lundvall von Sybille von den wahren Umständen erfährt, verzeiht er ihr, und die beiden Liebenden können endlich in eine sorglose Zukunft starten.

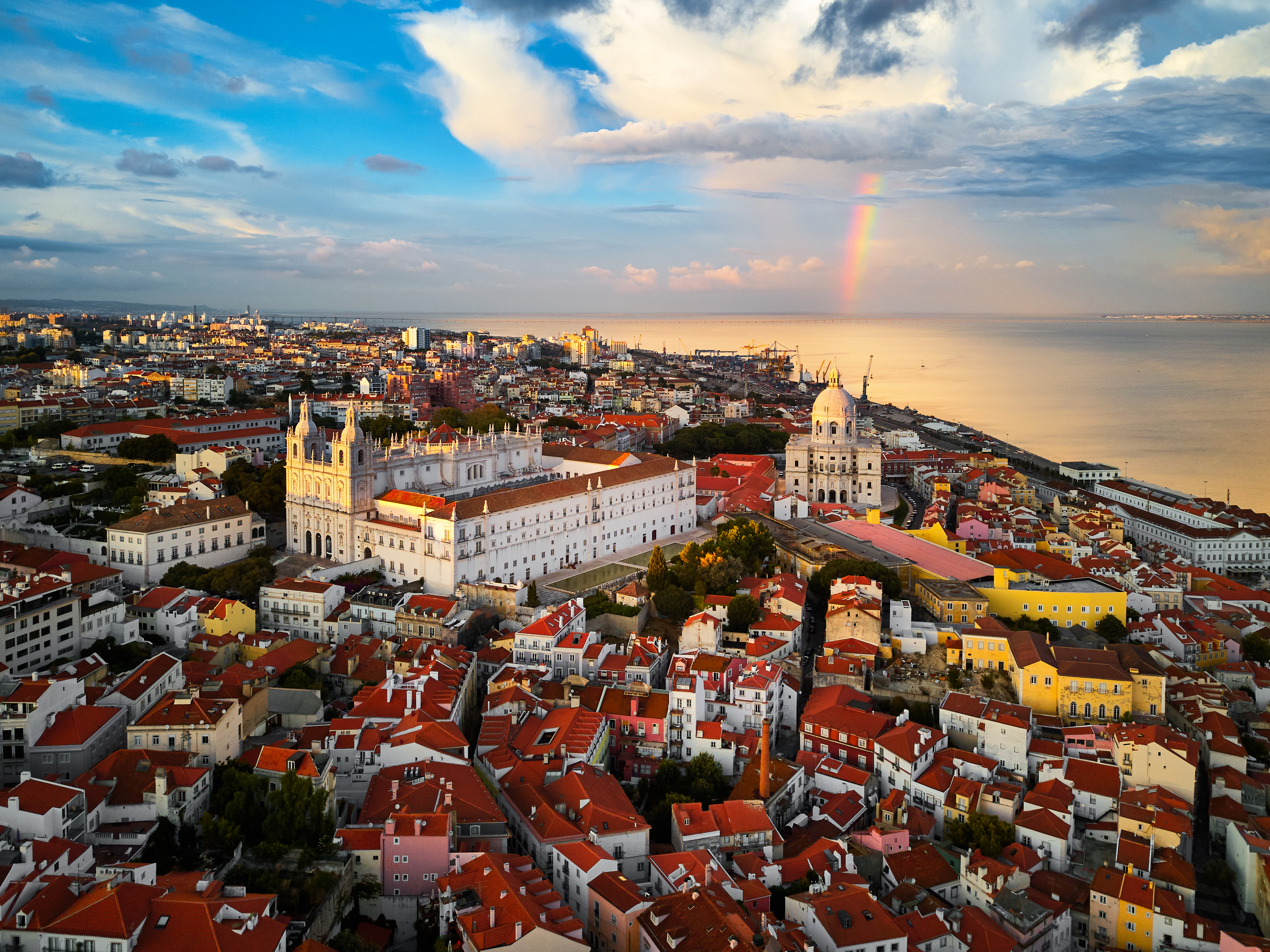
Dreh- und Handlungsort Lissabon

## Produktionsnotizen
Die Frau des Botschafters wurde vom 18. Februar bis zum 26. März 1955 in den CCC-Studios von Berlin-Spandau sowie in Lissabon und Umgebung (Außenaufnahmen) gedreht und am 4. August 1955 in Kassel uraufgeführt. Am 23. August desselben Jahres war die Berliner Premiere. Am 2. April 1963 konnte man den Film erstmals im deutschen Fernsehen (ARD) anschauen.
Wilhelm Gernhardt war Herstellungsleiter, Johannes J. Frank übernahm die Produktionsleitung. Willi A. Herrmann und Heinrich Weidemann gestalteten die Filmbauten, Trude Ulrich entwarf die Kostüme.

## Kritik
Im Filmdienst heißt es: „Solide inszenierte, gepflegte Kolportage in Reinkultur.“